# كاتلين مكارثي
كاتلين مكارثي (بالإنجليزية: Caitlin McCarthy)‏ هي مغنية وممثلة أمريكية، ولدت في 1989 في بولدر في الولايات المتحدة.

## وصلات خارجية
- كاتلين مكارثي على موقع IMDb (الإنجليزية)
- كاتلين مكارثي على موقع قاعدة بيانات الفيلم (الإنجليزية)